# Cinderella Boy
Cinderella Boy (シンデレラボーイ?) es un manga creado por Kazuhiko Katō, conocido como Monkey Punch. Se publicó originalmente en la revista Popcorn de la editorial Kōbunsha en 1980. También se publicó una versión alternativa en la revista Anime DO en 1982.
Los personajes principales son Ranma Hinamatsuri y Rella Shirayuki quienes sufren un accidente fatal en la ciudad de Kirin Town pero son salvados milagrosamente por un médico anónimo que unió sus cuerpos en uno solo. Desde entonces el cuerpo que comparten ambos, cambia de forma durante la campanada de la medianoche; Ranma se convierte en Rella y viceversa cada veinticuatro horas.
En 2003 se realizó una adaptación al anime de 13 episodios. Dicha adaptación fue estrenada el 10 de marzo de 2006 en Hispanoamérica por el bloque Toonami de Cartoon Network, bajo el título de El Ceniciento / Cinderella Boy. En Estados Unidos, Discotek Media obtuvo la licencia del anime para su lanzamiento.

## Argumento
La trama es sobre las aventuras del humilde detective privado Ranma Hinamatsuri y su compañera rica que le gusta buscar emociones, Rella "Cindy" Shirayuki en una ciudad futurista llamada "Kirin Town" la cual es una ciudad-estado europeo sin ley con su propia moneda con el nombre de la ciudad que es un juego de palabras con la palabra inglesa "kirin". Ambos resultaron heridos de muerte en un accidente automovilístico cuando se topan con una operación del crimen organizado, pero un misterioso científico les salvó la vida unificándolos en un solo cuerpo. Desde entonces son un solo cuerpo que cada veinticuatro horas intercambia identidades y forma durante la campanada de la medianoche, es decir Ranma se transforma en Rella y viceversa, sin que ninguno de los dos pueda recordar lo que hizo el otro. A pesar de todo deciden continuar aceptando casos, trabajando y tratando de descubrir qué les sucedió y cómo revertirlo; aunque esto los mete en más de un problema cuando a la medianoche muchas veces alguno de ellos despierta en medio de persecuciones y balaceras usando la ropa de su compañero sin saber que está pasando.

## Personajes

### Protagonistas
Ranma Hinamatsuri
Seiyū: Takehito Koyasu
Es un gran detective aunque en algún momento estuvo a punto de dejar su trabajo pensando que no podía hacer ninguna diferencia en Kirin Town, pero cambió de parecer cuando conoció a Rella con quien resolvió un caso y se volvieron compañeros formando la agencia R y R. Nacido en los barrios pobres y criado en medio del hampa, conoce todo lo que hay que saber sobre la ciudad. Años atrás obtuvo una agencia de detectives, pero lejos que aspirar a casos importantes y rentables prefiere búsquedas y seguimientos con poco peligro, aunque suele terminar involucrado en grandes investigaciones y crímenes.
Rella Shirayuki
Seiyū: Yumi Touma
Bella mujer de cuerpo sensual y origen japonés; inteligente e ingeniosa, aunque no sabe cuando parar de beber, comer o meterse en problemas. Técnicamente es su culpa que ella y Ranma estén en un mismo cuerpo, dado que en el primer episodio tenían las evidencias de infidelidad que buscaban en la computadora de un ejecutivo de un casino, pero ella siguió revisando información, descubriendo negocios sucios con la mafia por lo que fueron perseguidos acabando en el accidente que los dejó en tal estado. Tiene constantes problemas con su millonario padre, ya que tras enterarse de su verdaderos negocios rompió relaciones con él y se mudó a Kirin Town (toda su vida le oculto ser la cabeza de las organizaciones Yakuza más grandes de Asia). Pese a las diferencias en sus intereses aun lo quiere. Vive en su mansión de Kiling Town con Dorothy, su criada, quien descubriera el cambio que sufren.
Conoció a Ranma cuando fue confundida con un contacto del narcotráfico porque un distribuidor intento seducirla en un bar, por lo que Ranma debió encargarse de protegerla. A partir de ese momento, seducida por la intensidad de los sucesos decidió ser socia de Ranma. Sin embargo solo lo hace por el deseo de vivir experiencia extremas, en más de una ocasión rechazará ayudar a algún padre a encontrar a su hija o vigilar a alguien ya que los considera casos demasiado aburridos como para dignarse a atenderlos.

### Otros personajes
Alicia
Seiyū: Kikuko Inoue
Un agente de la organización criminal que financiara la investigación del Doctor Grimm en busca de una super-arma viviente. Tras la desaparición del científico se le encarga la misión de encontrar al sujeto de pruebas y descubrir las habilidades que se le proporcionaron. Tras ubicar a Ranma se extraña verlo meterse en tantos problemas sin usar las habilidades que el Doctor Grimm le diera, hasta que comprende en que consiste el experimento y comienza a asistirlo intentando ocultar su identidad a sus superiores, dándole información y protegiéndolo una vez es descubierto. Su nombre es una referencia al personaje de Lewis Carroll protagonista de  Alicia en el país de la maravillas.
Dorothy Oz
Seiyū: Nobuko Hori
Es la anciana sirvienta de Rella aunque su verdadera profesión es la ingeniería (en este campo es reconocida tanto como el Doctor Grimm en la ciencia). Desaprueba las costumbres poco femeninas de su patrona, especialmente el que sea detective, desagradándole Ranma, ya que lo considera una compañía que no está a la altura de Rella. Por ello intenta siempre convencerla de volver a Japón y reconciliarse con su padre. Fue quien descubrió el cambio que sufren Ranma y Rella por coincidencia. Es quien se encarga de que haya contacto entre ellos por medio de un sistema de video portátil. Usualmente, preocupada por la seguridad de Rella, inventa dispositivos de seguridad y armas no letales para protegerla al mejor estilo de los agentes secretos. Su nombre es una referencia al personaje del film El Mago de Oz.
Song Taijin
Seiyū: Chafūrin
Líder de la mafia en Kirin Town detesta que Ranma porque de una u otra forma siempre termina interfiriendo en sus planes. Les conoció durante el primer capítulo, cuando se infiltraran en uno de sus casinos para investigar un caso de infidelidad y descubrieran su red criminal, por lo que se convirtió en su enemigo llevándolos al accidente que los haría conejillos del Doctor Grimm. De ascendencia china, es un hombre bajo que gusta vestirse con ropa tradicional. Prácticamente todo local y organización en la ciudad está bajo su poder y su sindicato es tanto o más poderoso que la agencia que persigue a Ranma y Rella.
Pinoccio
Es la fuente de información de Ranma que ayuda en muchos de sus casos, tiene un pasado oscuro y actualmente trabaja como limpiavidrios de rascacielos, por lo que Ranma al visitarlo sufre por su acrofobia. Es el más eficiente informante de la ciudad, no solo posee toda información, sino detalles inexplicables para quien no esté simultáneamente en todo lugar. La única información que no maneja es respecto al paradero del Doctor Grimm y lo que hizo a Ranma y Rella, ya que según reconoce solo unos cuantos altos secretos gubernamentales de algunos países escapan a su dominio. Por lo general clasifica la información dependiendo del detalle y exactitud, desde el nivel A al D, siendo esta última a la que Ranma puede acceder dado su limitado presupuesto y que consiste en pistas vagas o acertijos que si pone atención lo encaminarán a la verdad. Su nombre es una referencia al personaje Pinocho, de la historia homónima de Carlo Collodi.
Tinkerbell
Es la fuente de información de Rella, poseyendo conocimientos casi tan grandes como los de Pinoccio, pero estando en una página de Internet y presentándose por medio del avatar de un hada madrina. Su identidad es desconocida. Por lo general, tarda más que Pinoccio ya que tras conocer lo que desea su cliente hay que esperar entre treinta minutos y una hora para que recopile la información. Aunque es un método más lento es igual de seguro, pero a Ranma le desagradan a tal punto los ordenadores que prefiere enfrentar su acrofobia con Pinoccio que intentar buscar a Tinkerbell. Su nombre, en inglés, es una referencia al hada Campanita, personaje de la obra de J.M. Barrie, Peter Pan.
Alamis de Panini
Seiyū: Wataru Takagi
Un joven de familia rica que se dedica a vivir en el lujo, la excentricidad y la conquista amorosa. Se enamora de Rella desde el segundo episodio cuando, para que no la atrapara Song Taijin, finge ser su novia, desde ese momento Rella es la única mujer para él y es capaz de hacer cualquier cosa por ella, cosa que Rella sabe y de lo que abusa, por lo que generalmente le ayuda a escapar o esconderse, llevándose él la peor parte en estos casos. Su nombre es la pronunciación nipona de Aramis, uno de los protagonistas de la novela Los tres mosqueteros, mientras que su apellido es una referencia a la Editorial Panini de Italia, famosa a nivel internacional por sus textos infantiles.
Doctor Grimm
Uno de los mayores científicos vivos, capaz de crear nuevos paradigmas, disciplinas e inventos que revolucionarían cualquier campo de estudio. Fue obligado a trabajar para la misma organización que Alice forma parte, con el objetivo de crear un arma o habilidad poderosa e imparable. Sin embargo, los intereses del Doctor Grimm son altruistas aunque muy negligentes; por ello ignoró las órdenes y el peligro a su vida usando los recursos y la tecnología en crear un método para evitar la sobrepoblación mundial. Ante esto, creó un procedimiento para unificar dos individuos en un solo cuerpo, de forma que cambiaran lugares cada veinticuatro horas; según su razonamiento, de esta forma los recursos y espacio consumidos por la humanidad se reducirían por lo menos a la mitad.
Mientras desarrollaba esta teoría, encontró los cuerpos moribundos de Ranma y Rella, quienes acababan de enfrentarse a Song Taijin y los recuperó para curarlos y probar su experimento. Una vez alcanzado el éxito los liberó y desde entonces se ha escondido de la organización y ha vigilado de cerca de Ranma y Rella para ver su desarrollo. Finalmente es descubierto y debe ser protegido por los detectives, sin embargo se niega a revertir su experimento, ya que no puede entender como podrían no desear algo que él cree tan beneficioso para la humanidad. Su nombre es una referencia a los Hermanos Grimm, famosos recolectores de cuentos tradicionales.

## Música
- Opening: Cinderella Boy por DONIMO88.
- Ending: Out of Eden por TAKAKO.